# Madame Ravissa
Madame Ravissa, anche nota come Madame Ravissa da Torino (Torino, ... – 20 febbraio 1807), è stata una compositrice e cantante lirica italiana.

## Biografia
Nacque a Torino, ma pare che visse a Parigi dal 1778 fino al 1783. Pubblicò sei sonate per clavicembalo a Parigi nel 1778, in cui è stata descritta come Maîtresse de Clavecin et de Chant italien. Una copia delle sonate è sopravvissuta nella collezione dell'imperatore Francesco II d'Austria. Nel 1933 il manoscritto fu scoperto nel deposito presso il Musikverein für Steiermark dal musicologo Ernst Fritz Schmid, ed è ora conservato presso la biblioteca nazionale austriaca di Vienna. Nel 1778 il suo lavoro fu descritto nell'Almanacco musicale parigino come "modulazioni audaci che gli italiani amano e i nostri timidi compositori non osano permettersi".